# Liga Adriática de Basquetebol
A Liga Adriática de Basquetebol, registrada como ABA Liga e comumente conhecida como o Liga Adriática, é a competição regional basquetebol, que inicialmente contava com clubes da ex-Iugoslávia (Bósnia e Herzegovina, Croácia, Macedônia do Norte, Montenegro, Sérvia e Eslovênia). Anos mais tarde, equipes de países como República Checa, Israel, Hungria e Bulgária receberam convites para participar da competição. Devido a razões de patrocínio, a liga foi também conhecida como a Goodyear Liga de 2001 até 2006, e como o NLB League de 2006 até 2011.
A liga co-existe com as ligas nacionais na Bósnia e Herzegovina, Croácia, Montenegro, Sérvia e Eslovénia.
O Adriático League é um empreendimento privado, fundado em 2001 e executado pela empresa eslovena de responsabilidade limitada, chamada Sidro. Adriático Associação de Basquetebol é a entidade que organiza o campeonato e é um membro pleno da ULEB, bem como um membro votante do conselho de administração da Euroliga. A competição, portanto, pode ser considerado uma versão local da Euroliga, em que alguns clubes da Liga Adriática participam.
A formação do Adriático Liga inspirou semelhante competições regionais em toda a Europa, tais como: Báltico Liga de Basquete (iniciado em 2004), Central Europeu de Basquete (2008-2010), Balcãs Internacional de Basquete (2008), e VTB United League (2008).

## História
Em vários pontos ao longo de meados da década de 1990, nos anos seguintes, a desintegração da Iugoslávia e a subsequente guerra na ex-Jugoslávia, diferentes dirigentes de basquetebol dos recém-independentes estados balcânicos discutiram a ideia de construir uma competição de basquetebol para preencher o vazio deixado pela dissolução da Liga Iugoslava, cuja última temporada foi a 1991-92.
No entanto, nenhuma ação concreta nesse sentido foi tomada antes do verão de 2000 com a criação da Companhia Euroliga de Basquetebol, sob a liderança de Jordi Bertomeu que imediatamente confrontou a FIBA Europa, em seguida, passou a tomar um punhado dos maiores clubes do continente para a sua nova competição na temporada 2000-01 abrindo assim organizacionalmente uma ruptura no basquetebol de clubes da Europa. Durante a ruptura de 2000-01, os dirigentes dos Balcãs filiados a ULEB, como Cibona, Olimpija, e Budućnost (que já competiu na nova Euroliga), voltaram a discussões sobre a criação de uma liga regional balcânica com maior urgência. 
Na frente das relações públicas, a Liga Adriática foi recebida com fortes e mistas reações. Apesar de muitos tendo saudado-a como um passo importante para o desenvolvimento do basquetebol de clubes na região dos Balcãs, muitos outros achavam que a competição n
ão traria nada de novo e que não havia necessidade de  desmontar três campeonatos nacionais. Houve reação negativa nos círculos políticos, especialmente na Croácia, onde houve discussão pois as transmissões televisivas são realizadas por empresas estatais. A reação do público foi agressiva, pois a opinião foi de que a formação da liga era na verdade uma tentativa de restabelecer a Iugoslávia. Os organizadores da liga, por seu lado, fizeram o seu melhor para apaziguar o público croata com declarações como a de Radovan Lorbek em Slobodna Dalmacija, em setembro de 2001:
Dez anos mais tarde, em 2011 em entrevista para o jornal sérvio Prima, Romano Lisac explicou a liga e os bastidores da estratégia durante seus estágios iniciais, na verdade, foi bastante diferente:
Em 28 de setembro de 2001, a liga anunciou cinco anos de contrato de patrocínio com a Eslovena empresa Sava Pneus de Kranj, uma subsidiária da Goodyear tire and Rubber Company. O acordo também incluiu direitos de nomeação, portanto, de 2001 até 2006, a competição ficou conhecida como a Liga Goodyear.

### Temporada de estreia
Com doze clubes participantes na edição inaugural da temporada 2001-02, a competição começou no outono de 2001, com quatro equipes de Eslovénia, quatro equipes da Croácia, três equipes da Bósnia e Herzegovina, e uma equipe da ex-Jugoslávia. O primeiro jogo foi disputado em Liubliana entre Olimpija e Široki no sábado, 29 de setembro de 2001, às 5:30.
Embora o propósito principal da competição era de reunir as mais fortes equipes da ex-Jugoslávia, como mencionado, porém as equipes da Sérvia foram visivelmente ausente, particularmente as potências maiores de Belgrado, Partizan e Estrela Vermelha. Além de nenhum clube de expressão da Sérvia. Buscando evitar reação negativa da mídia e minimizar problemas políticos, os dirigentes evitavam mencionar os convites direcionados a clubes sérvios que eram negados. Outro problema era colocar sérvios e croatas numa mesma competição. Em fevereiro de 2002, o público tem uma pré-visualização de quando Cibona e Partizan, disputadam partida em Zagreb, como parte da temporada da fase de grupos Euroliga. Em um incidente internacional, torcedores do clube croata atiraram pedras, tochas na delegação sérvia, e até mesmo telhas de cerâmica, antes de agredir fisicamente o treinador do Partizan, Duško Vujošević no vestiário após o jogo.
A temporada de estreia da Liga Adriática foi marcada pela diminuição do público e fraco apoio de mídia. Em 24 de fevereiro de 2002, o órgão de administração ABA foi aceite como membro de pleno direito da ULEB.

### Segunda temporada
Para a temporada 2002-03, a liga manteve-se no número total de 12 equipes, enquanto a competição foi repaginada. No início da temporada começou, quatro equipes desistiram (Sloboda Dita, Budućnost, Triglav, e Geoplin Slovan) para ser substituído por: Maccabi Tel Aviv, o Estrela Vermelha(a primeira equipe da Sérvia na competição), o KK Borac, e o  KK Zagreb.
Isto foi importante pois facilitou a negociação visando atrair os clubes sérvios para a competição. Para esse fim, Lorbek e Lisac foi a Belgrado, no início de abril de 2002, com uma oferta de que três clubes da Iugoslávia competissem na temporada 2002-03. A oferta foi categoricamente rejeitada inicialmente por representantes de cinco clubes da YUBA - Partizan, Crvena Zvezda, o Hemofarm, FMP e Budućnost - como sua plataforma unificada foi cinco ou nada. Levando-se em todos os cinco necessário expandir a liga para 14 equipes, que foi algo que os organizadores da liga não estavam preparados para o fazer, devido ao consequente aumento de custos operacionais. O acordo negociado, assim, caiu para o momento. No entanto, não demorou muito para que um dos cinco clubes da YUBA integrassem a liga - em Maio de 2002 os dirigentes do Estrela Vermelha (três empresários afiliados ao Partido Democrático da Sérvia: Živorad Anđelković, Igor Žeželj, e Goran Vesić) contrataram Zmago Sagadin para ser o novo gerente geral do clube  - e, logo depois, em junho de 2002, o clube rompeu as fileiras através da negociação de termos no seu próprio, assim, concordando em participar do Adriático League para a temporada 2002-03.

### De todos os tempos participantes (2001-2016)
O seguinte é uma lista de clubes que jogaram na Liga Adriática, em qualquer momento, desde a sua formação em 2001 (como a Goodyear League) para a atual temporada. Equipes a jogar em a temporada 2015-16 temporada são indicados em negrito. Um total de 34 equipes de 10 países disputaram a competição.
| Clube               | 01 – 02  | 02 – 03  | 03 – 04  | 04 – 05  | 05 – 06  | 06 – 07  | 07 – 08  | 08 – 09  | 09 – 10  | 10 – 11  | 11 – 12  | 12 – 13  | 13 – 14  | 14 – 15  | 15 – 16  | Total de Temporadas | Melhor Resultado     |
| ------------------- | -------- | -------- | -------- | -------- | -------- | -------- | -------- | -------- | -------- | -------- | -------- | -------- | -------- | -------- | -------- | ------------------- | -------------------- |
| Borac Banja Luka    | 50 !–    | 11 !11th | 13 !13th | 50 !–    | 50 !–    | 50 !–    | 50 !–    | 50 !–    | 50 !–    | 50 !–    | 50 !–    | 50 !–    | 50 !–    | 50 !–    | 50 !–    | 2                   | 11 !11th             |
| Bosna               | 12 !12th | 12 !12th | 50 !–    | 08 !QF   | 07 !QF   | 10 !10th | 50 !–    | 07 !7th  | 13 !13th | 50 !–    | 50 !–    | 50 !–    | 50 !–    | 50 !–    | 50 !–    | 7                   | 07 Quartas de Finais |
| Igokea              | 50 !–    | 50 !–    | 50 !–    | 50 !–    | 50 !–    | 50 !–    | 50 !–    | 50 !–    | 50 !–    | 11 !11th | 50 !–    | 03 !SFR  | 06 !6th  | 12 !12th | 09 !9th  | 5                   | 03 Semifinais        |
| Sloboda Tuzla       | 05 !5th  | 50 !–    | 50 !–    | 50 !–    | 50 !–    | 50 !–    | 50 !–    | 50 !–    | 50 !–    | 50 !–    | 50 !–    | 50 !–    | 50 !–    | 50 !–    | 50 !–    | 1                   | 05 !5th              |
| Široki              | 06 !6th  | 09 !9th  | 12 !12th | 13 !13th | 11 !11th | 11 !11th | 12 !12th | 50 !–    | 10 !10th | 09 !9th  | 05 !5th  | 10 !10th | 14 !14th | 50 !–    | 50 !–    | 12                  | 05 !5th              |
| Levski Sofia        | 50 !–    | 50 !–    | 50 !–    | 50 !–    | 50 !–    | 50 !–    | 50 !–    | 50 !–    | 50 !–    | 50 !–    | 50 !–    | 50 !–    | 50 !–    | 14 !14th | 50 !–    | 1                   | 14 !14th             |
| Cedevita            | 50 !–    | 50 !–    | 50 !–    | 50 !–    | 50 !–    | 50 !–    | 50 !–    | 50 !–    | 07 !7th  | 07 !7th  | 02 !2nd  | 06 !6th  | 02 !2nd  | 02 !2nd  | 04 !SF   | 7                   | 02 !2nd              |
| Cibona              | 03 !SF   | 05 !5th  | 02 !2ndR | 06 !QF   | 05 !QF   | 03 !SF   | 08 !QF   | 02 !2nd  | 02 !2ndR | 12 !12th | 07 !7th  | 11 !11th | 01 !1st  | 11 !11th | 08 !8th  | 15                  | 01 !1st              |
| Split               | 08 !8th  | 10 !10th | 09 !9th  | 15 !15th | 50 !–    | 14 !14th | 10 !10th | 10 !10th | 50 !–    | 50 !–    | 50 !–    | 14 !14th | 50 !–    | 50 !–    | 50 !–    | 8                   | 08 !8th              |
| Šibenka             | 50 !–    | 50 !–    | 50 !–    | 11 !11th | 50 !–    | 50 !–    | 50 !–    | 50 !–    | 50 !–    | 50 !–    | 50 !–    | 50 !–    | 50 !–    | 50 !–    | 50 !–    | 1                   | 11 !11th             |
| Triglav osiguranje  | 10 !10th | 50 !–    | 50 !–    | 50 !–    | 50 !–    | 50 !–    | 50 !–    | 50 !–    | 50 !–    | 50 !–    | 50 !–    | 50 !–    | 50 !–    | 50 !–    | 50 !–    | 1                   | 10 !10th             |
| Zadar               | 07 !7th  | 01 !1st  | 08 !8th  | 07 !QF   | 08 !QF   | 07 !7th  | 03 !SF   | 05 !5th  | 08 !8th  | 14 !14th | 50 !–    | 12 !12th | 13 !13th | 08 !8th  | 06 !6th  | 14                  | 01 !1st              |
| Zagreb              | 50 !–    | 06 !6th  | 11 !11th | 12 !12th | 13 !13th | 12 !12th | 11 !11th | 13 !13th | 06 !6th  | 05 !5th  | 09 !9th  | 50 !–    | 50 !–    | 50 !–    | 50 !–    | 10                  | 05 !5th              |
| Nymburk             | 50 !–    | 50 !–    | 50 !–    | 50 !–    | 50 !–    | 50 !–    | 50 !–    | 50 !–    | 50 !–    | 08 !8th  | 50 !–    | 50 !–    | 50 !–    | 50 !–    | 50 !–    | 1                   | 08 !8th              |
| Szolnoki Olaj       | 50 !–    | 50 !–    | 50 !–    | 50 !–    | 50 !–    | 50 !–    | 50 !–    | 50 !–    | 50 !–    | 50 !–    | 50 !–    | 13 !13th | 12 !12th | 07 !7th  | 50 !–    | 3                   | 07 !7th              |
| Maccabi Tel Aviv    | 50 !–    | 02 !2nd  | 50 !–    | 50 !–    | 50 !–    | 50 !–    | 50 !–    | 50 !–    | 50 !–    | 50 !–    | 01 !1stR | 50 !–    | 50 !–    | 50 !–    | 50 !–    | 2                   | 01 !1st              |
| MZT Skopje          | 50 !–    | 50 !–    | 50 !–    | 50 !–    | 50 !–    | 50 !–    | 50 !–    | 50 !–    | 50 !–    | 50 !–    | 50 !–    | 07 !7th  | 09 !9th  | 13 !13th | 10 !10th | 4                   | 07 !7th              |
| Budućnost           | 09 !9th  | 50 !–    | 05 !5th  | 14 !14th | 50 !–    | 05 !5th  | 06 !QF   | 06 !6th  | 05 !5th  | 04 !SF   | 04 !SF   | 05 !5th  | 05 !5th  | 03 !SF   | 03 !SFR  | 13                  | 03 !Semi-finals      |
| Lovćen              | 50 !–    | 50 !–    | 14 !14th | 50 !–    | 50 !–    | 50 !–    | 50 !–    | 50 !–    | 50 !–    | 50 !–    | 50 !–    | 50 !–    | 50 !–    | 50 !–    | 50 !–    | 1                   | 14 !14th             |
| Sutjeska            | 50 !–    | 50 !–    | 50 !–    | 50 !–    | 50 !–    | 50 !–    | 50 !–    | 50 !–    | 50 !–    | 50 !–    | 50 !–    | 50 !–    | 50 !–    | 50 !–    | 13 !13th | 1                   | 13 !13th             |
| Crvena Zvezda       | 50 !–    | 03 !SFR  | 04 !SF   | 03 !SF   | 03 !SF   | 06 !6th  | 05 !QF   | 04 !SF   | 09 !9th  | 13 !13th | 10 !10th | 02 !2nd  | 03 !SFR  | 01 !1stR | 01 !1st  | 14                  | 01 !1st              |
| FMP                 | 50 !–    | 50 !–    | 01 !1st  | 04 !SF   | 01 !1st  | 02 !2ndR | 07 !QF   | 08 !8th  | 12 !12th | 50 !–    | 50 !–    | 50 !–    | 50 !–    | 50 !–    | 50 !–    | 7                   | 01 !1st              |
| Mega                | 50 !–    | 50 !–    | 50 !–    | 50 !–    | 50 !–    | 50 !–    | 50 !–    | 50 !–    | 50 !–    | 50 !–    | 50 !–    | 50 !–    | 08 !8th  | 10 !10th | 02 !2nd  | 3                   | 02 !2nd              |
| Metalac Valjevo     | 50 !–    | 50 !–    | 50 !–    | 50 !–    | 50 !–    | 50 !–    | 50 !–    | 50 !–    | 50 !–    | 50 !–    | 50 !–    | 50 !–    | 50 !–    | 06 !6th  | 11 !11th | 2                   | 06 !6th              |
| Partizan            | 50 !–    | 50 !–    | 50 !–    | 02 !2nd  | 02 !2ndR | 01 !1st  | 01 !1stR | 01 !1stR | 01 !1st  | 01 !1stR | 03 !SF   | 01 !1st  | 04 !SF   | 04 !SF   | 05 !5th  | 12                  | 01 !1st              |
| Radnički Kragujevac | 50 !–    | 50 !–    | 50 !–    | 50 !–    | 50 !–    | 50 !–    | 50 !–    | 50 !–    | 11 !11th | 10 !10th | 08 !8th  | 04 !SF   | 11 !11th | 50 !–    | 50 !–    | 5                   | 04 !Semi-finals      |
| Vojvodina Novi Sad  | 50 !–    | 50 !–    | 50 !–    | 50 !–    | 06 !QF   | 50 !–    | 09 !9th  | 14 !14th | 50 !–    | 50 !–    | 50 !–    | 50 !–    | 50 !–    | 50 !–    | 50 !–    | 3                   | 06 !Quarter-finals   |
| Vršac               | 50 !–    | 50 !–    | 50 !–    | 01 !1stR | 04 !SF   | 04 !SF   | 02 !2nd  | 03 !SF   | 03 !SF   | 06 !6th  | 12 !12th | 50 !–    | 50 !–    | 50 !–    | 50 !–    | 8                   | 01 !1st              |
| Helios Domžale      | 50 !–    | 50 !–    | 50 !–    | 16 !16th | 12 !12th | 08 !8th  | 13 !13th | 12 !12th | 14 !14th | 50 !–    | 13 !13th | 50 !–    | 50 !–    | 50 !–    | 50 !–    | 7                   | 08 !8th              |
| Krka                | 02 !2nd  | 07 !7th  | 07 !7th  | 50 !–    | 50 !–    | 50 !–    | 50 !–    | 11 !11th | 50 !–    | 03 !SF   | 11 !11th | 09 !9th  | 07 !7th  | 09 !9th  | 12 !12th | 10                  | 02 !2nd              |
| Olimpija            | 01 !1stR | 04 !SF   | 03 !SF   | 05 !QF   | 10 !10th | 09 !9th  | 04 !SF   | 09 !9th  | 04 !SF   | 02 !2nd  | 06 !6th  | 08 !8th  | 10 !10th | 05 !5th  | 07 !7th  | 15                  | 01 !1st              |
| Slovan              | 11 !11th | 50 !–    | 10 !10th | 10 !10th | 09 !9th  | 13 !13th | 14 !14th | 50 !–    | 50 !–    | 50 !–    | 50 !–    | 50 !–    | 50 !–    | 50 !–    | 50 !–    | 6                   | 09 !9th              |
| Tajfun              | 50 !–    | 50 !–    | 50 !–    | 50 !–    | 50 !–    | 50 !–    | 50 !–    | 50 !–    | 50 !–    | 50 !–    | 50 !–    | 50 !–    | 50 !–    | 50 !–    | 14 !14th | 1                   | 14 !14th             |
| Zlatorog Laško      | 04 !SF   | 08 !8th  | 06 !6th  | 09 !9th  | 14 !14th | 50 !–    | 50 !–    | 50 !–    | 50 !–    | 50 !–    | 14 !14th | 50 !–    | 50 !–    | 50 !–    | 50 !–    | 6                   | 04 !Semi-finals      |

- R - campeão da temporada Regular

## Competição

### Sistema de competição
Na temporada 2013-14 a liga dispôs de um 26 jogos da temporada regular, com os melhores fazendo os play-offs.
De 2002 a 2004, quatro equipes classificavam, e os playoffs foram denominados de "Final Four"; a partir de 2005, oito equipes avançaram para a "Final a Oito". Todas as rondas de playoffs consistem em jogos únicos eliminatórios, incomum entre ligas europeias. No entanto, uma vez que todos os clubes da Liga Adriática também disputam os campeonatos nacionais, ao mesmo tempo, e muitos também jogam na liga europeia, o formato atual tem a virtude de se limitar a fixação de congestionamento para o playoff.

### Classificação Nacional
O coeficiente é a soma de todas as vitórias de clubes a partir de um certo país a alcançar na temporada regular, dividido pelo número de clubes do país. Usando este coeficiente maioria dos lugares para a atual temporada são alocados, enquanto os lugares restantes são dadas através de convites do campeonato conselho de administração.
| País                   | No. | 2015–16 coeff.   | 2016–17 no. of clubs |
| ---------------------- | --- | ---------------- | -------------------- |
| Montenegro             | 1   | 16.00            | 2                    |
| Serbia                 | 3   | 14.75            | 3                    |
| Croatia                | 3   | 14.00            | 3                    |
| Bosnia and Herzegovina | 1   | 11.00            | 1                    |
| Macedonia              | 1   | 10.00            | 1                    |
| Slovenia               | 2   | 9.33             | 2                    |
| Total                  | 11  | best coeff. (+1) | 12                   |

### Atual temporada, as equipes (2015-2016)
| País                   | Número de Clubes | Classificação                | Clubes                | City              | Venue (Capacity)                        | European participation in 2015–16 season |
| ---------------------- | ---------------- | ---------------------------- | --------------------- | ----------------- | --------------------------------------- | ---------------------------------------- |
| Sérvia                 | 4                |                              |                       |                   |                                         |                                          |
| Sérvia                 | 4                | 1º na Liga Sérvia            | Crvena zvezda Telekom | Belgrado          | Hall Aleksandar Nikolić (8,150)         | Euroliga                                 |
| Sérvia                 | 4                | 2º na Liga Sérvia            | Partizan NIS          | Belgrado          | Hall Aleksandar Nikolić (8,150)         |                                          |
| Sérvia                 | 4                | 3º na Liga Sérvia            | Metalac Farmakom      | Valjevo           | Valjevo Sports Hall (2,500)             |                                          |
| Sérvia                 | 4                | 4º na Liga Sérvia            | Mega Leks             | Sremska Mitrovica | Sports Hall Pinki (3,000)               |                                          |
| Croatia                | 3                |                              |                       |                   |                                         |                                          |
| Croatia                | 3                | 1º na Liga Croata            | Cedevita              | Zagreb            | Dom Sportova (3,500)                    | Euroliga                                 |
| Croatia                | 3                | 2º na Liga Croata            | Cibona                | Zagreb            | Dražen Petrović Basketball Hall (5,400) | FIBA Europe Cup                          |
| Croatia                | 3                | 3º na Liga Croata            | Zadar                 | Zadar             | Krešimir Ćosić Hall (9,000)             |                                          |
| Slovenia               | 3                |                              |                       |                   |                                         |                                          |
| Slovenia               | 3                | Campeão da Liga Eslovena     | Tajfun                | Šentjur           | Golovec Hall (2,500)                    | FIBA Europe Cup                          |
| Slovenia               | 3                | 1º Colocado na Liga Eslovena | Krka                  | Novo mesto        | Leon Štukelj Hall (3,000)               | FIBA Europe Cup                          |
| Slovenia               | 3                | Convite                      | Union Olimpija        | Ljubljana         | Arena Stožice (12,480)                  | Eurocup                                  |
| Montenegro             | 2                |                              |                       |                   |                                         |                                          |
| Montenegro             | 2                | Campeão da Liga Montenegrina | Buducnost VOLI        | Podgorica         | Morača Sports Center (5,000)            | Eurocup                                  |
| Montenegro             | 2                | Convite                      | Sutjeska              | Nikšić            | Nikšić Sports Center (3,000)            |                                          |
| Bosnia and Herzegovina | 1                | Campeão da Liga Bósnia       | Igokea                | Aleksandrovac     | Laktaši Sports Hall (3,050)             |                                          |
| Macedônia do Norte     | 1                | Campeão da Liga Macedônia    | MZT Skopje Aerodrom   | Skopje            | Jane Sandanski Arena (7,500)            |                                          |

## Finais
| Temporada        | Final                      | Final               | Final                    | Semifinalistas          | Semifinalistas              |
| Temporada        | Campeão                    | Placar              | Finalista                |                         |                             |
| ---------------- | -------------------------- | ------------------- | ------------------------ | ----------------------- | --------------------------- |
| 2001–02          | Olimpija (Union)           | 73–59               | Krka                     | Pivovarna Laško         | Cibona (VIP)                |
| 2002–03          | Zadar                      | 91–88               | Maccabi Tel Aviv (Elite) | Estrela Vermelha        | Olimpija (Union)            |
| 2003–04          | FMP (Reflex)               | 71–70               | Cibona (VIP)             | Crvena Zvezda           | Olimpija (Union)            |
| 2004–05          | Vršac (Hemofarm)           | 89–76               | Partizan (Pivara MB)     | FMP (Reflex)            | Crvena Zvezda               |
| 2005–06          | FMP                        | 73–72               | Partizan                 | Crvena Zvezda           | Vršac (Hemofarm)            |
| 2006–07          | Partizan                   | 2–0 (83–85 / 94–82) | FMP                      | Cibona (VIP)            | Vršac (Hemofarm)            |
| 2007–08          | Partizan (Igokea)          | 69–51               | Vršac (Hemofarm)         | Olimpija (Union)        | Zadar                       |
| 2008–09          | Partizan                   | 63–49               | Cibona (VIP)             | Crvena Zvezda           | Vršac (Hemofarm)            |
| 2009–10          | Partizan                   | 75–74 (OT)          | Cibona (VIP)             | Vršac (Hemofarm)        | Olimpija (Union)            |
| 2010–11          | Partizan                   | 77–74               | Olimpija (Union)         | Budućnost (m:tel)       | Krka                        |
| 2011–12          | Maccabi Tel Aviv (Electra) | 87–77               | Cedevita                 | Budućnost (VOLI)        | Partizan (mt:s)             |
| 2012–13          | Partizan (mt:s)            | 71–63               | Crvena Zvezda (Telekom)  | Igokea                  | Radnički Kragujevac         |
| 2013–14          | Cibona                     | 72–59               | Cedevita                 | Crvena Zvezda (Telekom) | Partizan                    |
| 2014–15          | Crvena Zvezda (Telekom)    | 3–1 play-off        | Cedevita                 | Partizan (NIS)          | Budućnost (VOLI)            |
| 2015–16          | Crvena Zvezda (Telekom)    | 3–0 play-off        | Mega Leks                | Budućnost (VOLI)        | Cedevita                    |
| 2016–17          | Crvena Zvezda (mts)        | 3–0 play-off        | Cedevita Zagreb          | Partizan(Nis)           | Budućnost (VOLI)            |
| 2017–18 detalhes | Budućnost (VOLI)           | 3–1 play-off        | Crvena Zvezda (mts)      | Cedevita Zagreb         | Mornar Bar                  |
| 2018–19 detalhes | Crvena Zvezda (mts)        | 3–2 play-off        | Budućnost (VOLI)         | Partizan(Nis)           | Cedevita Zagreb             |
| 2019–20 detalhes |                            |                     |                          |                         |                             |
| 2020–21 detalhes | Crvena Zvezda              | 3–2 play-off        | Budućnost                | Mornar Bar              | Igokea                      |
| 2021–22 detalhes | Crvena Zvezda              | 3–2 play-off        | Partizan                 | Budućnost               | Cedevita Olimpija           |
| 2022–23 detalhes | Partizan                   | 3–2 play-off        | Crvena Zvezda            | Budućnost               | Cedevita Olimpija           |
| 2023-24 detalhes | Crvena Zvezda              | 3–0 play-off        | Partizan                 | Budućnost               | Mega Basket                 |
| 2024-25 detalhes | Partizan (Mozzart Bet)     | 3–1 play-off        | Budućnost (VOLI)         | Dubai Basketball        | Crvena Zvezda (MeridianBet) |

## Títulos por clube
| Rank | Clube               | Títulos | Finalista | Anos vencedores                                                        |  |
| ---- | ------------------- | ------- | --------- | ---------------------------------------------------------------------- |  |
| 1.   | Partizan            | 8       | 2         | 2006–07, 2007–08, 2008–09, 2009–10, 2010–11, 2012–13, 2022–23, 2024-25 |  |
| 2.   | Estrela Vermelha BC | 6       | 2         | 2003–04, 2005–06, 2016–17, 2020–21, 2021–22, 2023-24                   |  |
| 3.   | FMP                 | 2       | 1         | 2014–15, 2015–16,                                                      |  |
| 4.   | Cibona              | 1       | 3         | 2013–14                                                                |  |
| 5.   | Budućnost           | 1       | 4         | 2018–19                                                                |  |
| 5.   | Olimpija            | 1       | 1         | 2001–02                                                                |  |
| 6.   | Hemofarm            | 1       | 1         | 2004–05                                                                |  |
| 7.   | Maccabi Tel Aviv    | 1       | 1         | 2011–12                                                                |  |
| 8.   | Zadar               | 1       |           | 2002–03                                                                |  |
| 9.   | Cedevita            |         | 4         |                                                                        |  |
| 10.  | Krka                |         | 1         |                                                                        |  |
| 11.  | Mega Leks           |         | 1         |                                                                        |  |

## Recordes da Liga Adriática
Fonte:
Jogadores
- Highest Index Ratings in a Game
  - 59 by Dejan Milojević, Budućnost vs Reflex on 3 January 2004
- Most Points in a Game
  - 45 by Milan Gurović, Crvena Zvezda at FMP on 30 September 2006
- Most Two Point Field Goals Made in a Game
  - 17 by Márton Báder, Szolnoki Olaj at Široki on 7 October 2012
- Most Three Point Field Goals Made in a Game
  - 10 by Josip Sesar, Široki vs. Union Olimpija on 19 November 2005
  - 10 by Teemu Rannikko, Union Olimpija at Zagreb on 18 December 2005
- Most Free Throws Made in a Game
  - 19 by Igor Rakočević, Crvena Zvezda at Reflex on 16 April 2004
  - 19 by Milan Gurović, Crvena Zvezda at FMP on 30 September 2006
  - 19 by Milan Gurović, Crvena Zvezda vs. FMP on 16 December 2006
  - 19 by Damir Mulaomerović, Zagreb vs. FMP on 19 January 2010
- Most Rebounds in a Game
  - 23 by Tommy Smith, Split vs. Reflex on 4 October 2003
  - 23 by Boris Savović, Hemofarm vs. Radnički Kragujevac on 22 October 2011
- Most Assists in a Game
  - 18 by Marko Marinović, Radnički Kragujevac at MZT Skopje on 29 March 2014
- Most Steals in a Game
  - 9 by Curtis McCants, Split vs. Zagreb on 16 December 2003
  - 9 by Andrés Rodríguez, Union Olimpija at Partizan on 7 November 2004
  - 9 by Jure Močnik, Helios at Split on 6 April 2005
  - 9 by Goran Jeretin, Crvena Zvezda at Partizan on 30 April 2005
- Most Blocks in a Game
  - 7 by Smiljan Pavič, Union Olimpija vs. Bosna on 27 November 2004
  - 7 by Slavko Vraneš, Partizan at Cibona on 10 January 2010
  - 7 by Shawn James, Maccabi Tel Aviv vs. Zlatorog Laško on 5 January 2012
- Most Turnovers in a Game
  - 11 by Jiri Welsch, Union Olimpija at Pivovarna Laško on 9 February 2002
  - 11 by Nikola Korać, Sutjeska at Mega Leks on 30 October 2015

Clubes
- Maior série de vitórias
  - 20 jogos por Crvena Zvezda para o 2014-15 temporada.
- Maior sequência de derrotas seguidas
  - 21 jogos pelo Levski de Sófia para o 2014-15 temporada.
- Maior Margem De Vitória
  - 50 pontos por Partizan jogando vs Široki para o 2010-11 temporada.
  - 50 pontos por Zadar jogando vs Bosna para o 2009-10 temporada.
  - 50 pontos por Cibona jogando vs Banjalučka pivara para o 2003-04 temporada.
- Mais Venceu Jogos em uma Temporada
  - Union Olimpija ganhou 20 dos 22 jogos para o 2001-02 temporada.
  - Partizan ganhou 24 dos 26 jogos para o 2007-08 temporada.
  - O Maccabi Tel Aviv ganhou 24 dos 26 jogos para o 2011-12 temporada.
  - Crvena Zvezda ganhou 24 dos 26 jogos para o 2014-15 temporada.
- Mais Perdeu Jogos em uma Temporada
  - Bosna perdeu 21 dos 22 jogos para o 2002-03 temporada.
- A maioria dos Pontos marcados em uma Temporada
  - Hemofarm marcou 2591 pontos em 30 jogos para o 2004-05 temporada.
  - Crvena Zvezda marcou 2325 pontos em 26 jogos para o 2006-07 temporada.
- Menor Marcou Pontos em uma Temporada
  - Bosna marcou 1443 pontos em 22 jogos, para o 2001-02 temporada.
  - Zlatorog Laško marcou 1688 pontos em 26 jogos para o 2011-12 temporada.

### De todos os tempos líderes
A partir do 2001-02 para o 2014-15 temporada: 
| Acumulado              | Acumulado          | Acumulado |
| ---------------------- | ------------------ | --------- |
| Pontos                 | Siniša Štemberger  | 2472      |
| Rebotes                | Todor Gečevski     | 1314      |
| Ajuda                  | Jakov Vladović     | 711       |
| Roubos                 | Nebojša Joksimović | 355       |
| Bloqueios              | Slavko Vraneš      | 272       |
| Pontuação Do Índice De | Todor Gečevski     | 3212      |
| Jogos Disputados       | Čedomir Vitkovac   | 300       |

## Notáveis jogadores
| Austrália - Aron Baynes - Nathan Jawai - Aleks Marić - Steven Marković - Mark Worthington Belize - Milt Palacio Bósnia e Herzegovina - Kenan Bajramović - J. R. Bremer - Nemanja Gordić - Jasmin Hukić - Elmedin Kikanović - Nenad Marković - Ratko Varda - Jusuf Nurkić Bulgária - Filip Videnov Canadá - Jermaine Anderson - Carl English - Michael Meeks Croácia - Marko Banić - Stanko Barać - Bojan Bogdanović - Dontaye Draper - Davor Kus - Davor Marcelić - Damir Mulaomerović - Davor Pejčinović - Zoran Planinić - Marko Popović - Nikola Prkačin - Dino Rađa - Slaven Rimac - Josip Sesar - Krunoslav Simon - Mate Skelin - Dario Šarić - Marko Tomas - Ante Tomić - Roko Ukić - Josip Vranković - Nikola Vujčić - Andrija Žižić - Ante Žižić - Luka Žorić República Checa - Jan Veselý - Jiří Welsch | Finlândia - Teemu Rannikko - Sasu Salin França - Joffrey Lauvergne - Léo Westermann - Mickaël Gelabale Gabão - Stephane Lasme Grécia - Theodoros Papaloukas - Sofoklis Schortsanitis Guiana - Rawle Marshall Hungria - Márton Báder - István Németh Israel - David Blu - Tal Burstein - Lior Eliyahu - Yotam Halperin - Guy Pnini - Derrick Sharp - Gal Mekel Jamaica - Kimani Ffriend - Jerome Jordan Letônia - Roberts Štelmahers - Dāvis Bertāns Macedônia - Pero Antić - Todor Gečevski - Vlado Ilievski - Bo McCalebb - Gjorgji Čekovski - Predrag Samardžiski - Damjan Stojanovski - Aleksandar Kostoski - Marko Simonovski Montenegro - Milko Bjelica - Nebojša Bogavac - Omar Cook - Predrag Drobnjak - Vladimir Dragičević - Aleksandar Pavlović - Nikola Peković - Slavko Vraneš | Nigéria - Aloysius Anagonye - Obinna Ekezie Panamá - Chris Warren Porto Rico - Larry Ayuso - Andrés Rodríguez Sérvia - Ognjen Aškrabić - Vule Avdalović - Nemanja Bjelica - Bogdan Bogdanović - Petar Božić - Milan Gurović - Tadija Dragićević - Mile Ilić - Nikola Jokić - Nikola Kalinić - Dušan Kecman - Marko Kešelj - Nikola Lončar - Milan Mačvan - Boban Marjanović - Stefan Marković - Dejan Milojević - Dragan Milosavljević - Nikola Milutinov - Miljan Pavković - Kosta Perović - Bojan Popović - Miroslav Raduljica - Igor Rakočević - Aleksandar Rašić - Duško Savanović - Miloš Teodosić - Milenko Tepić - Milenko Topić - Uroš Tripković - Novica Veličković Eslovênia - Sani Bečirovič - Mirza Begić - Jaka Blažič - Goran Dragič - Jaka Lakovič - Marko Milič - Hasan Rizvić - Uroš Slokar - Beno Udrih - Gašper Vidmar - Jurij Zdovc | Turquia - Ender Arslan - Hüseyin Beşok - Semih Erden - Ermal Kurtoğlu - Emir Preldžić Reino Unido - Matthew Bryan-Amaning Estados Unidos - Alan Anderson - Jamie Arnold - Corey L. Brewer - Elton Brown - Vonteego Cummings - Cade Davis - Corsley Edwards - Jordan Farmar - Reggie Freeman - James Gist - Drew Gordon - Jamon Gordon - Jamont Gordon - Marcus Goree - Richard Hendrix - Kyle Hill - Shawn James - Curtis Jerrells - Charles Jenkins - Julius Johnson - Oliver Lafayette - Keith Langford - Acie Law - Michael Lee - Quincy Lewis - Chester Mason - Adam Morrison - Jimmy Oliver - Andre Owens - Scoonie Penn - Omar Thomas - Torey Thomas - Lawrence Roberts - Bo McCalebb - Rumeal Robinson - David Simon - Devin Smith - Scoonie Penn - Kenyan Weaks - Marcus Williams - Andrew Wisniewski |